# سمان الغابة المنقط
سمان الغابة المنقط (الاسم العلمي: Odontophorus guttatus) (بالإنجليزية: Spotted Wood-quail)‏ هو نوع من الطيور يتبع جنس سمان الغابة من فصيلة سمان العالم الجديد.